# Walking on Locusts
Walking on Locusts è un album discografico in studio del musicista gallese John Cale, pubblicato nel 1996.

## Tracce
Tutte le tracce sono di John Cale tranne dove indicato.
1. Dancing Undercover – 4:25
2. Set Me Free – 4:11
3. So What – 4:11
4. Crazy Egypt – 3:28 (Cale, David Byrne)
5. So Much for Love – 5:01
6. Tell Me Why – 5:25
7. Indistinct Notion of Cool – 2:44
8. Secret Corrida – 6:02
9. Circus – 4:03
10. Gatorville & Points East – 3:00
11. Some Friends – 4:06
12. Entre Nous – 3:42

## Formazione
- John Cale − voce, chitarra, tastiera
- Hassan Hakmoun − batteria
- David Byrne − chitarra
- Maureen Tucker − batteria
- Erik Sanko − basso
- David Tronzo − chitarra
- Ibrahim Hakmoun − batteria
- E.J. Rodriguez − congas, percussioni
- Ben Perowsky − batteria
- B. J. Cole − pedal steel guitar
- Dawn Buckholz − violoncello
- Martha Mooke − viola
- Todd Reynolds − violino
- David Soldier − violino
- Mark Deffenbaugh − armonica a bocca, cori
- Ben Neill − tromba
- Napua Davoy, Tiye Giraud, Susan Didericksen, Daisy Lignelli − cori